# Serpent Sermon
Serpent Sermon — двенадцатый альбом блэк-метал группы Marduk, вышедший в Северной Америке 5 июня 2012 года Century Media Records на CD, виниле и цифровом варианте. Альбом занял 44 место в чарте Top New Artist Albums (Heatseekers), за первую неделю было продано 800 копий. Лимитированное издание включало в себя бонус-трек «Coram Satanae», также был выпущен ограниченный тираж сингла «Souls For Belial» на семидюймовом виниле, включавшим кавер-версию «Oil On Panel» группы Wovenhand. 9 мая 2012 года был опубликован клип «Souls For Belial». Альбом стал последним, записанным с участием барабанщика Ларса Броддессона.

## Список композиций
| №                   | Название                                      | Длительность |
| ------------------- | --------------------------------------------- | ------------ |
| 1.                  | «Serpent Sermon»                              | 4:38         |
| 2.                  | «Messianic Pestilence»                        | 2:50         |
| 3.                  | «Souls for Belial»                            | 4:47         |
| 4.                  | «Into Second Death»                           | 5:11         |
| 5.                  | «Temple of Decay»                             | 5:25         |
| 6.                  | «Damnation's Gold»                            | 6:48         |
| 7.                  | «Hail Mary (Piss-soaked Genuflexion)»         | 3:27         |
| 8.                  | «M.A.M.M.O.N.»                                | 3:30         |
| 9.                  | «Gospel of the Worm»                          | 2:37         |
| 10.                 | «World of Blades»                             | 7:09         |
| 11.                 | «Coram Satanae» (limited edition bonus track) | 8:03         |
| Общая длительность: | Общая длительность:                           | 54:25        |

## Состав
- Mortuus — вокал;
- Morgan Steinmeyer Håkansson — гитара;
- Magnus «Devo» Andersson — бас-гитара;
- Lars Broddesson — ударные.